# Via (Pyrénées-Orientales)
Pour les articles homonymes, voir VIA.
Via  est un village et une ancienne commune française des Pyrénées-Orientales, aujourd'hui rattachée à Font-Romeu-Odeillo-Via.

## Géographie

### Localisation
Via est située au sud d'Odeillo.

### Géologie et relief
Le village de Via se situe à une altitude de 1 510 mètres.

### Hydrographie
Le Rec de Via traverse le village du sud vers le nord.

### Voies de communication et transports
La route départementale D 29 traverse Via en provenance d'Odeillo au nord et en direction de la N 116 à l'est.
La gare de Font-Romeu-Odeillo-Via est située immédiatement au nord du village de Via.

## Toponymie
La paroisse de Via est citée dès 839 : parrochia Avizano. On trouve également au Xe siècle Avida. On rencontre ensuite aux XIe et XIIe siècles villa Avidano, Aviano et Avisanum, puis Avia en 1342 et enfin Via au XVIIe siècle.
Avia vient du nom de personne Avitius suivi du suffixe -anum.

## Histoire
La paroisse de Via est mentionnée en 839 comme payant un cens à l'église d'Urgell. Toutefois, le territoire de Via dépend de la famille d'Urg jusqu'au XIIIe siècle. Elle est ensuite achetée, avec le château, par Pierre Ier de Fenouillet, vicomte de Fenouillet (de 1264 à 1314) puis vicomte d'Ille (de 1314 à 1315).
Via est érigée en commune en 1790 puis rattachée à la commune d'Odeillo  le 10 juillet 1822.

## Démographie
La population est exprimée en nombre de feux (f) ou d'habitants (H).
| 1365 | 1378 | 1553 | 1720 | 1767  | 1774 | 1788  | 1789 | 1793  |
| ---- | ---- | ---- | ---- | ----- | ---- | ----- | ---- | ----- |
| 17 f | 15 f | 15 f | 26 f | 190 H | 40 f | 168 H | 36 f | 160 H |

| 1794  | 1796  | 1800  | 1804  | 1806  | 1820  | - | - | - |
| ----- | ----- | ----- | ----- | ----- | ----- | - | - | - |
| 170 H | 151 H | 167 H | 179 H | 168 H | 192 H | - | - | - |

Note : 
- À partir de 1826, la population de Via est recensée avec celle d'Odeillo.

## Culture locale et patrimoine

### Lieux et monuments
- Église Sainte-Colombe de Vià  Inscrit MH (1964)[5]